# Yeti Airlines
Yeti Airlines – nepalska linia lotnicza z siedzibą w Katmandu. Obsługuje połączenia krajowe. Głównym węzłem jest port lotniczy Katmandu.